# Línguas oto-mangueanas
As línguas oto-mangueanas ou otomangues constituem um grupo de línguas nativas americanas. Todas as línguas Oto-Mangueanas existentes são faladas no México, embora outras línguas do grupo, atualmente extintas, tenham sido faladas na Nicarágua.

## Falantes
É em Oaxaca que atualmente se encontra o maior número de falantes das Oto-mangueanas: juntos, os ramos Zapoteca e Mixteca do grupo são falados por quase um milhão e meio de pessoas. No centro do México, especialmente nos estados de México (estado), Hidalgo e Querétaro, as línguas do ramo são faladas: juntas, as línguas Otomis e as relacionadas Mazahua somam mais uns 500 mil. Algumas línguas oto-mangueanas estão ameaçadas de extinção, por exemplo, as línguas Ixcateca e Matlatzinca são faladas por menos de 250 pessoas, principalmente idosos.

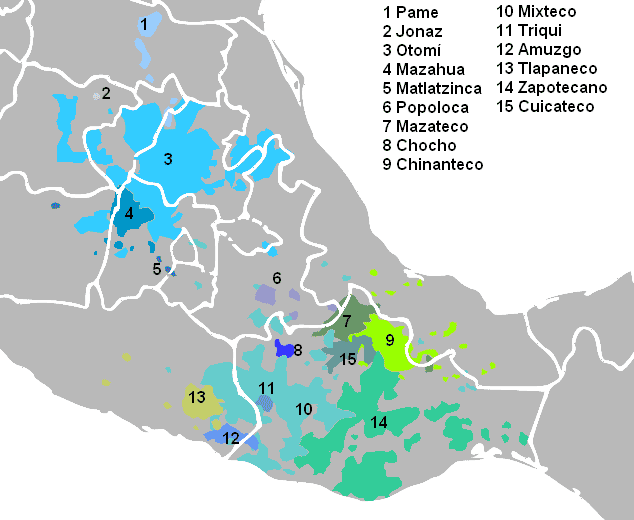
Línguas Oto-Manguanas

## Particularidades
Embora as línguas oto-manguanas coexistam por milênios com outros grupos em de línguas mesoamericanas, elas se distinguem por características diferentes. É a única do grupo na América Central que é língua tonal.

## Classificação interna
- Línguas oto-manguanas ocidentais
  - Línguas oto-pames
    - Línguas otomies
      - Otomi
      - Mazahua

    - Matlatzinca
    - Chichimeca Jonaz
    - Línguas pames
    - Línguas chinantecas

  - Línguas tlapanecas-mangueanas
    - Línguas tlapanecas
      - Tlapaneca
      - Subtiaba

    - Línguas chiapanecas-mangueanas
      - Chiapaneca
      - Mangue
      - Choroteca
- Línguas oto-manguanas orientais
  - Amuzgo
  - Línguas mixtecas
    - Mixteca 
      - Mixtanase Coatzospan
      - Mixteca de Tezoatlán

    - Línguas triques
    - Cuicateca

  - Línguas zapotecas
    - Línguas chatino

  - Línguas popolocanes
    - Línguas popolocas
      - Chocho
      - Popoloca

    - Línguas mazatecas
    - Ixcateca
    - Chocho

## Possíveis relações externas
Conforme Jolkesky (2017), existem possíveis paralelos lexicais entre a família oto-mangueana e as famílias chocó, barbacoana, páez, sáliba-hoti, tucana e jirajarana.